# Liparis tenuis
Liparis tenuis là một loài thực vật có hoa trong họ Lan. Loài này được Rolfe ex Downie mô tả khoa học đầu tiên năm 1925.